# Lamprologus congoensis
 Lamprologus congoensis  ist eine afrikanische Buntbarschart, die im Kongo zwischen Pool Malebo und der Mündung des Lulonga-Maringa in den Kongo, im unteren Kasai und im Sangha vorkommt. Lamprologus congoensis ist die Typusart der Gattung Lamprologus.

## Beschreibung
Lamprologus congoensis hat einen langgestreckten Körper und wird maximal 13 cm lang. Die Körperhöhe liegt bei einem Viertel der Standardlänge. Die Fische sind grau bis Lavendelfarben gefärbt, der Bauch, die Basis der Bauchflossen und der Unterrand der Augen sind gelblich. Auf dem Kiemendeckel findet sich ein dunkler, schuppenloser Fleck. Auf den Körperseiten liegen fünf oder sechs senkrechte Streifen. Die freien Schuppenränder sind dunkel, so dass die Schuppen zusammen ein netzartiges Muster bilden. Bei ausgewachsenen Männchen finden sich im hinteren Bereich der meisten Schuppen der Körperseiten irisierende Flecke. Rücken-, After- und Schwanzflosse zeigen schräge, schwarze Streifen. Zwischen den Flossenstrahlen von Rücken-, After- und Schwanzflosse liegen kleine, weißliche Punkte. Lamprologus congoensis hat 30 bis 31 Wirbel. Die Zähne in beiden Kiefern sind einspitzig, gebogen und scharf. Ganz vorne befinden sich 6 bis 8 stark vergrößerte, gebogene Zähne. Die kleinen Zähne der inneren Zahnreihen sind in 6 bis 8 unregelmäßigen Reihen angeordnet. Der Darm ist kurz und hat die halbe Länge der Standardlänge. Bei Magen- und Darmuntersuchungen fand man dort Überreste von Spinnen und Insekten.
- Flossenformel: Dorsale XVII–XIX/6–9, Anale V–VII/5–7, Caudale 14.
- Schuppenformel 32–35 (SL)